# 21 листопада
21 листопада — 325-й день року (326-й у високосні роки) у григоріанському календарі. До кінця року залишається 40 днів.

## Свята і пам'ятні дні

### Міжнародні
- ООН: Всесвітній день телебачення (1996)[1].
- Всесвітній день привітань (1973)[2].

### Національні
- Україна: День Гідності та Свободи
- Боснія і Герцеговина: День укладення Дейтонських угод (Республіка Сербська, вихідний день)
- Бангладеш: День Збройних сил.
- Греція: День Збройних сил.
- Венесуела: День студента. (Día del Estudiante)
- Бразилія: Національний день гомеопатії.

### Професійні
- Україна: День десантно-штурмових військ
- Аргентина: День медсестри. (Día de la Enfermera)

### Релігійні

#### Християнство

##### Західне християнство
- Введення в Храм Пресвятої Діви Марії

##### Східне християнство
- Введення в Храм Пресвятої Діви Марії[3]

## Іменини
- Марія[3].

## Події
- 1620 — після тримісячного плавання на кораблі «Мейфлавер» сім'ї англійських переселенців-пуритан висаджуються в Північній Америці — в районі мису Код.
- 1783 — У небо над Парижем піднялася перша пілотована людиною повітряна куля братів Жозефа-Мішеля і Жака-Етьєнна Монгольфье.
- 1806 — Наполеон оголосив «континентальну блокаду» Великої Бритарії.
- 1877 — Томас Едісон представив свій фонограф.
- 1906 — у Вільнюсі вийшов друком перший номер білоруської газети «Наша ніва».
- 1916 — потонув «Британнік», корабель-близнюк «Тітаника» налетівши на німецьку міну.
- 1918 — У Львові встановлено польську владу. Уряд ЗУНР переїжджає до Тернополя, згодом до Станиславова.
- 1919 — Був укладений «Договір між союзними державами і Польщею про Східну Галичину», який передбачав передачу на 25 років Галичини до складу Польської республіки з обов'язковим забезпеченням їй автономного статусу.
- 1920 — Армія УНР перейшла Збруч на територію Польської держави, де була інтернована в таборах.
- 1921 — Більшовики розстріляли під містом Базаром 359 полонених українських вояків, учасників Другого зимового походу (розстріли тривали до 23 листопада)
- 1941 — В СРСР запроваджено податок на холостяків.
- 1947 — У Нью-Йорку засновано Панамериканську українську конференцію. В наступному, 1948 р. було утворено Координаційний Осередок Українських Громадських Організацій в Європі. Після тривалої підготовки, в листопаді 1967 р. на з'їзді в Нью-Йорку утворено Світовий Конгрес Вільних Українців (СКВУ), який об'єднав всі крайові і міжкрайові українські організції діаспори.
- 1962 — президент США Джон Кеннеді зняв блокаду Куби.
- 2004 — в Україні проходив другий тур виборів Президента України. О 20:40 на Майдані Незалежності близько 20 тисяч прихильників кандидата в Президенти України Віктора Ющенка розпочали акцію з оприлюднення підсумків паралельного підрахунку результатів другого туру виборів. Розпочалася Помаранчева революція.
- 2013 — в Україні почався Євромайдан.

## Народились
Дивись також Категорія:Народились 21 листопада
- 1694 — Вольтер, французький письменник і філософ-деїст.
- 1830 — Андрій Маркевич, український громадський діяч і етнограф, добився дозволу на перше повне видання творів Т.Шевченка («Кобзар» під редакцією В. Доманицького, 1907).
- 1896 — Михайло Вериківський, український композитор.
- 1898 — Рене Магрітт, бельгійський художник, представник сюрреалізму.
- 1916 — Ярослав Геляс, український актор і режисер.
- 1920 — Ян Френкель, композитор та скрипаль.
- 1943 — Віктор Сидяк, радянський шабліст, чотириразовий олімпійський чемпіон.
- 1952 — Сергій Якутович, український художник, графік, книжковий ілюстратор, народний художник України, син видатного українського графіка Георгія Якутовича, чоловік художника-графіка Ольги Якутович, батько живописця Антона Якутовича.
- 1965 — Бйорк, ісландська співачка, музикантка, композиторка, авторка пісень, акторка. Номінантка 13 нагород Греммі, нагороди «Оскар» та двох «Золотих Глобусів».
- 1979 — Іван Семесюк, український митець, художник, один з піонерів в жанрі Жлоб-арт, ілюстратор, музикант, архітектор, культурознавець, антрополог, письменник, поет, культурний діяч, автор медійних проєктів.
- 1985 — Карлі Рей Джепсен, канадська співачка.

## Померли
Дивись також Категорія:Померли 21 листопада
- 479 до н. е. — Конфуцій, китайський філософ засновник філософського вчення — конфуціанства.
- 1282 — Нітірен (яп. 日蓮, にちれん, «сонячний лотос»), японський буддистський монах і мислитель, засновник буддистської секти Нітірен-сю.
- 1555 — Ґеорґіус Аґрікола, німецький вчений епохи Відродження, філософ, геолог, мінералог, хімік, гірник, металург і лікар, автор першої європейської гірничо-металургійної енциклопедії.
- 1695 — Генрі Перселл, британський композитор ірландського походження епохи бароко, автор першої національної британської опери.
- 1730 — Франсуа де Труа, французький художник-портретист та гравер, представник династії художників де Труа, батько художника Жана-Франсуа де Труа.
- 1874 — Маріано Фортуні, іспанський художник і графік середини 19 ст., прихильник орієнталізму у живопису.
- 1916 — Франц Йосиф I, імператор Австро-Угорської Імперії.
- 1931 — Остап Макарушка, український педагог і філолог.
- 1945 — Роберт Бенчлі, американський журналіст, актор і сценарист.
- 1963 — П'єр Бланшар, французький актор театру та кіно. Лауреат Кубка Вольпі.
- 1970 — Чандрасекара Венката Раман, індійський фізик. Лауреат Нобелівської премії з фізики.
- 2009 — Костянтин Феоктистов, радянський космонавт і конструктор космічної техніки.
- 2011 — Енн Маккефрі, ірландська письменниця-фантастка. Перша жінка, нагороджена преміями Г'юго та Неб'юла.